# Little Hat Jones
George of Dennis "Little Hat" Jones {Bowie County, 5 oktober 1899 - Naples, Texas, 7 maart 1981) was een Amerikaanse blueszanger.
Jones was in de jaren twintig een bekende straatzanger in San Antonio. Op 15 juni 1929 nam hij een 78 toerenplaat op voor Okeh Records en begeleidde hij met zijn gitaar op negen opnames Alger "Texas" Alexander. Op 21 juni dat jaar nam Okeh nog vier liedjes van Jones op, en een jaar later, op 14 juni 1930, nog eens zes songs. Hierna zijn er nooit meer opnames van hem gemaakt. De zangstijl van Jones werd erdoor gekenmerkt, dat hij zijn songs in het begin snel zong en naarmate het lied vorderde langzamer ging zingen. Zijn "Bye Bye Baby Blues" werd in 2001 gebruikt in de film "Ghost World".

## Discografie
- Texas Blues 1927-1935 (album met alle songs van Jones, evenals o.m. Willie Reed), Document Records, 1994